# Viên Chiếu
Viên Chiếu (圓照), tên thật là Mai Trực (梅直, 999 – 1090) là một tu sĩ, nhà lãnh đạo Phật giáo Đại Việt thời Lý. Ông một trong 7 vị thiền sư thuộc thế hệ thứ 7 dòng Vô Ngôn Thông thuộc Thiền tông. Ông là người Long Đàm, Phúc Đường, nay là huyện Thanh Trì, Hà Nội và là con người anh của thái hậu Linh Cảm (mẹ của vua Lý Thánh Tông). Sau khi chứng đạo, ông làm trụ trì chùa Cát Tường, kinh đô Thăng Long, được vua Lý Nhân Tông rất nể trọng. Ngày này, tư liệu tiểu sử duy nhất từ thời Lý-Trần còn sót lại về ông nằm trong sách Thiền uyển tập anh.

## Cơ duyên và hành trạng
Theo sách Thiền uyển tập anh, ông tên thật là Mai Trực (梅直), là con người anh của thái hậu Linh Cảm, mẹ vua Lý Thánh Tông. Thuở nhỏ Viên Chiếu là người thông minh, chăm học. Có lần, ông nghe kể chùa Mật Nghiêm có vị cao tăng biết xem tướng giỏi, ông bèn đến xem thử. Vị cao tăng nhìn kỹ Viên Chiếu rồi phán: "Ngươi có duyên với Phật pháp, nếu xuất gia sẽ là người trong hàng thiện Bồ tát, bằng không thì việc thọ yểu khó bảo toàn".
Viên Chiếu cảm ngộ, bèn tạ từ cha mẹ, rồi đi đến núi Ba Tiêu học đạo với thiền sư Định Hương. Ông dành nhiều năm hầu hạ thầy và nghiên cứu Thiền học. Ông thường trì kinh Viên Giác và lĩnh hội được phép Tam quán. Thiền uyển tập anh kể rằng, có một đêm khi đang thiền định, ông nhìn thấy Bồ-tát Văn-thù-sư-lợi cầm dao mổ bụng, rửa ruột rồi dùng thuốc rịt lại. Từ ấy, "những gì đã học trong lòng, trở thành rõ ràng như từng biết, sâu rõ ngôn ngữ tam muội, thuyết giảng lưu loát".
Về sau, ông tìm đến phía tả kinh đô Thăng Long dựng một ngôi chùa để hiệu là Cát Tường và trụ trì ở đó. Đệ tử từ khắp nơi đổ về theo học rất đông.
Sách Thiền uyển tập anh có kể lại 1 đoạn đối thoại về Thiền giữa Viên Chiếu với đệ tử:
Có vị tăng hỏi: "Phật với Thánh nghĩa ấy thế nào?"
| Sư đáp: Ly hạ trùng dương cúc, Chi đầu thục khí oanh. | Dịch thơ: Trùng dương cúc nở dưới rào Trên cành oanh hót thanh tao dịu dàng. |

Tăng thưa: "Cảm tạ Thầy chỉ dạy, học nhân chẳng hội, xin lại nêu bày ra?"
| Sư đáp: Trú tắc kim ô chiếu Dạ lai ngọc thố minh. | Dịch thơ: Ngày thì vầng nhật chiếu Đêm đến ánh trăng soi. |

Tăng hỏi: "Đã được chân chỉ của Thầy, còn huyền cơ thì dạy thế nào?"
| Sư đáp: Bất thận thủy bàn kình mãn khứ Nhất tao tha điệt hối hà chi. | Dịch thơ: Bưng thau nước đầy không chú ý Một lúc sẩy chân hối ích gì. |

Tăng hỏi: "Tất cả chúng sanh từ đâu mà đến? Sau khi chết đi về đâu?"
| Sư đáp: Manh qui xuyên thạch bích Ba miết thướng cao sơn. | Dịch thơ: Rùa mù dùi vách đá Trạnh què trèo núi cao |

Tăng hỏi: "Tâm và pháp cả hai đều quên, tánh tức chân; thế nào là chân?"
| Sư đáp: Vũ trích nham hoa thần nữ lệ Phong xao đình trúc Bá Nha cầm. | Dịch thơ: Hoa núi mưa sa, thần nữ khóc Tre sân gió thổi, Bá Nha đờn. |

Ông có soạn "Dược Sư Thập Nhị Nguyện Văn", vua Lý Nhân Tông đưa bản thảo cho sứ thần sang Trung Hoa, đưa vua Triết Tông nhà Tống xem. Vua Triết Tông lại trao cho các vị Cao tọa pháp sư ở chùa Tướng Quốc.
Xem xong, các pháp sư tâu vua Tống rằng: "Đây là nhục thân Bồ-tát ra đời ở phương Nam, giảng giải kinh nghĩa rất tinh vi, chúng tôi đâu dám thêm bớt chữ nào".
Vua Tống liền sắc sao lại một bản, bản chính trả lại cho vua Nhân Tông. Sứ thần về kinh tâu lại, triều đình càng kính nể và khen thưởng thiền sư Viên Chiếu.
Vào một ngày tháng 9 năm Canh Ngọ, Quảng Hựu thứ sáu (1090), thiền sư không bệnh, gọi chúng đến dạy rằng: "Trong thân ta đây, thịt xương gân cốt, tứ đại giả hợp, đều là vô thường, ví như ngôi nhà kia khi sụp đổ, cột kèo đều đổ. Cùng các con giã từ, hãy nghe bài kệ ta đây:"
| Kệ rằng: Thân như tường bích dĩ đồi thì Cử thế thông thông thục bất bi. Nhược đạt tâm không vô sắc tướng Sắc không ẩn hiển nhậm suy di. | Dịch thơ: Thân như tường vách đã lung lay Đau đáu người đời luống xót thay. Nếu đạt tâm không, không tướng sắc Sắc không ẩn hiện, mặc vần xoay. |

Nói kệ xong, ông ngồi ngay thẳng viên tịch, thọ 92 tuổi đời, và 56 tuổi hạ.

## Tác phẩm
- Tán Viên Giác Kinh.
- Thập Nhị Bồ-tát Hạnh Tu Chứng Đạo Tràng.
- Tham Đồ Hiển Quyết.
- Dược Sư Thập Nhị Nguyện Văn.